# محمدعلی نوربخش
محمدعلی نوربخش سیاست‌مدار ایرانی بود، که در  دوره بیست و یکم   بعنوان نماینده سیرجان در مجلس شورای ملی حضور داشت.